# Marie de Luna
Marie de Luna (1358 – 20. prosince 1406) byla sňatkem s Martinem I. Aragonským v letech 1396 až 1406 aragonskou královnou. Na počátku manželovy vlády vládla jako regentka, zatímco se Martin věnoval záležitostem na Sicílii, na niž si dělal nárok. Marie byla dcerou a dědičkou aragonského šlechtice Lopa, lorda a 1. hraběte z Luny a lorda ze Segorby, a jeho druhé manželky Briandy d’Agout, aristokratky z Provence. Marie byla s Martinem zasnoubena jako dítě a vychována u dvora jeho matky, královny Eleonory. Pár byl oddán 13. června 1372 v Barceloně, a po manželově nástupu na trůn v roce 1396 se Marie stala královnou. V době svého nástupu na trůn byl Martin na Sicílii, takže Marie vládla, spolu s královnou vdovou Jolandou z Baru a hrabětem z Foix Matoušem, jako regentka až do jeho návratu v roce 1397. Marie byla politicky aktivní a měla vliv jak na politiku, tak na společnost, a byla považována za mnohem nadanějšího vládce než sám Martin. Finančně podporovala chudé, ovládala daně, přijímala židovské i muslimské uprchlíky, pokusila se ukončit spory mezi šlechtickými rody a vedla korespondenci s avignonským vzdoropapežem Benediktem XIII. (který sám pocházel z Aragonie), aby mu navrhla zrušení zákonů a praktik, které jí přišly nespravedlivé. Byla popisována jako moudrá, spravedlivá, milosrdná a pobožná, aniž by byla fanatičkou, zajímala se o hudbu a literaturu, ale nezahrnovala se nádherou a luxusem.

## Dětství
Marie se narodila v roce 1358 jako nejstarší dcera hraběte Lopa z Luny a jeho druhé manželky Briandy d’Agout. Její rodina byla jedna z nejvlivnějších ve Španělsku, její členové zabírali některé nejvyšší politické i církevní úřady v zemi. Mezi Mariiny příbuzné patřil například hrabě Lope Fernandez de Luna, arcibiskup ze Zaragozy nebo vzdoropapež Benedikt XIII. Její otec ještě více prosazoval zájmy rodiny. Jeho neochvějná věrnost aragonské koruně byla štědře odměněna – nejdříve byl pasován na rytíře a o několik let později byl jmenován hrabětem. Mariin rod měl poté tu čest být jediným v Aragonii, jehož člen dosáhl titulu „hraběte“. Z prvního manželství s Violantou Aragonskou neměl Lope žádné potomky a tak byla Marie krátce po svém narození oficiálně uznána otcovou dědičkou. Přestože měl Lope staršího nemanželského syna a další dceru s Briandou, Mariino postavení jako jeho dědičky nebylo nikdy ohroženo či zrušeno.

### Zasnoubení
Lope v roce 1360 zemřel a z dvouleté Marie se stal jeden z nejbohatších vlastníků půdy ve Španělsku. Z toho důvodu brzy přitáhla pozornost aragonského krále Petra IV., který dychtil po jejím sňatku s jeho mladším synem Martinem. Jednání vedla Mariina matka a mocný příbuzný, zaragozský arcibiskup. Jednání byla dokončena v létě 1361, bylo stanoveno, že Marie zůstane do osmi let se svou rodinou a poté odejde ke dvoru své budoucí tchyně, královny Eleonory, než se ve čtrnácti letech za Martina provdá.

## U aragonského dvora
Plán popsaný v zásnubní smlouvě Marie a Martina byl zřejmě urychlen. Marie se v účetních knihách královny Eleonory objevila na začátku roku 1362, což naznačuje, že se u jejího dvora pohybovala již ve čtyřech nebo pěti letech – o několik let dříve, než původně určovala smlouva. Marie vyrostla v těsné blízkosti svého budoucího manžela. Ačkoliv je dostupných jen málo informací o její výchově u dvora, její vzdělání bylo s nejvyšší pravděpodobností důkladné, vzhledem k důkazům o jejím psaní, sbírce knih, kterou měla, a jak rychle se v dospělosti ujala správy svých statků.

### Sňatek
Marie se za Martina provdala 13. června 1372 v kostele Santa Maria del Mar v Barceloně za přítomnosti krále Petra, biskupa Jauma z Valencie a mnoha význačných šlechticů země. V následujících letech byla Marie z velké části zaměstnána porody, vedením domácnosti a řízením vlastních statků. Marie s manželem si užívali královské přízně, v následujících patnácti letech po jejich svatbě král Petr pokračoval v udělování úřadů a půdy mladšímu synovi. Po Petrově smrti v lednu 1387 se stal novým krále jeho prvorozený syn Jan. V prvních týdnech vlády Jan udělil Martinovi vévodství Montblanc. Do té doby bylo jediným aragonským vévodstvím Girona, která byla určena dědici trůnu. Takové udělení tak bylo pro Martina a Marii velkou ctí.

## Vláda

### Regentství
V roce 1396 král Jan zemřel bez legitimního dědice. Trůn tak přešel na jeho mladšího bratra, Mariina manžela Martina. V té době byl však Martin na vojenském tažení na Sicílii a tak dostal zprávu o bratrově smrti až o několik týdnů později. Proto byla Marie v Barceloně provolána královnou a ujala se vlády v království jako regent za svého manžela. Její přechod z vévodkyně na královnu byl plný povstání a nejistot. V zoufalé snaze zachovat si moc, trvala královna vdova Jolanda z Baru na tom, že čeká Janovo posmrtné dítě. Mnoho šlechticů tak váhalo s podporou Martina a Marie, pro případ, že by Jolanda porodila syna. Tou dobou Janova dcera z prvního manželství, Johana z Foix, vznesla nárok na aragonský trůn, v čemž ji podpořil její manžel Matouš z Foix a jeho mocná rodina. Uprostřed tohoto neklidu se Marie neúspěšně pokusila přesvědčit Martina, aby se vrátil do Aragonie a pomohl jí při stabilizaci země. Martin se zdráhal vzdát vojenské tažení a mnoho měsíců odolával prosbám své ženy. S tvrzením, že má obavy o zdraví těhotné Jolandy, poslala Marie svou soupeřku na jeden ze svých vlastních hradů a izolovala ji od jejích stoupenců. Brzy bylo Jolandino těhotenství odhaleno jako podvod. Marie poté shromáždila armádu, uvěznila Jolandu a Matošovy podezřelé stoupence a zbavila je jejich aragonského majetku. Nakonec se Marii podařilo porazit i Johanu a Matouš z Foix. Brzy poté se vrátil domů Martin.

### Martinův návrat
Martin se do Aragonie vrátil v roce 1397, čímž skončila Mariina vláda jako regentky. Politický vliv si však udržela i nadále. Marie měla blízký vztah se svým synem Martinem a během jeho vlády na Sicílii mu byla cenným zdrojem rad, jak ji viděl i její manžel.
Marie de Luna zemřela v zimě roku 1406 ve Villarrealu na mrtvici, při cestě do Segorby, kde se měla setkat s manželem. Pohřbena byla v klášteře Poblet.

## Potomci
Marie měla s Martinem čtyři děti, jen nejstarší z nich se však dožil dospělostiː
- Martin I. Sicilský (1374/1376 – 1409)
- Jakub Aragonský (1378)
- Jan Aragonský (1380)
- Markéta (1384/1388)